# Station Stockholm-Centraal
Stockholm Centraal (Stockholm C) is het hoofdstation van Stockholm en tevens het drukste van heel Zweden. Het station ligt op Norrmalm en werd op 18 juli 1871 geopend. Met gemiddeld 220.000 bezoekers per dag is het zelfs het grootste station van heel Scandinavië. Vanaf dit station vertrekken treinen in alle richtingen vanaf 18 sporen. Het ondergrondse metrostation T-Centralen ligt naast het treinstation.

## Indeling
Het station bestaat uit drie spoorgebieden.

### Noordelijke hal - spoor 1-7
- Spoor 1 en 2 zijn in gebruik door de luchthavenpendel Arlanda Express. Door een afwijkende perronhoogte kunnen geen andere treinen hier stoppen.
- Spoor 3 en 5 zijn in gebruik door verschillende SJ-treinen, o.a. de regionale trek-duwtrein van/naar Uppsala. De sporen 4 en 5 worden ook gebruikt voor slaaptreinen naar Narvik.
- Spoor 6 en 7 werden gebruikt door intercitytreinen, meest dubbeldekstreinstellen

### Spoor 8 en 10 tot 19 - hoofdgebied
- Spoor 8 werd bediend door sommige X2000-treinen.
- De sporen 10 tot 13 worden gebruikt door de nachttreindienst tussen Luleå en Göteborg, de regionale dienst tussen Gävle en Linköping,
- Spoor 14 tot 16 werd gebruikt door de stadsgewestelijke treinen van Stockholmståg/SL, nu worden ze voor de overige treinen gebruikt.
- Spoor 15 tot 19 is in gebruik voor alle treinen in zuidelijke richting en is het eindpunt van de Hoofdlijn Zuid.

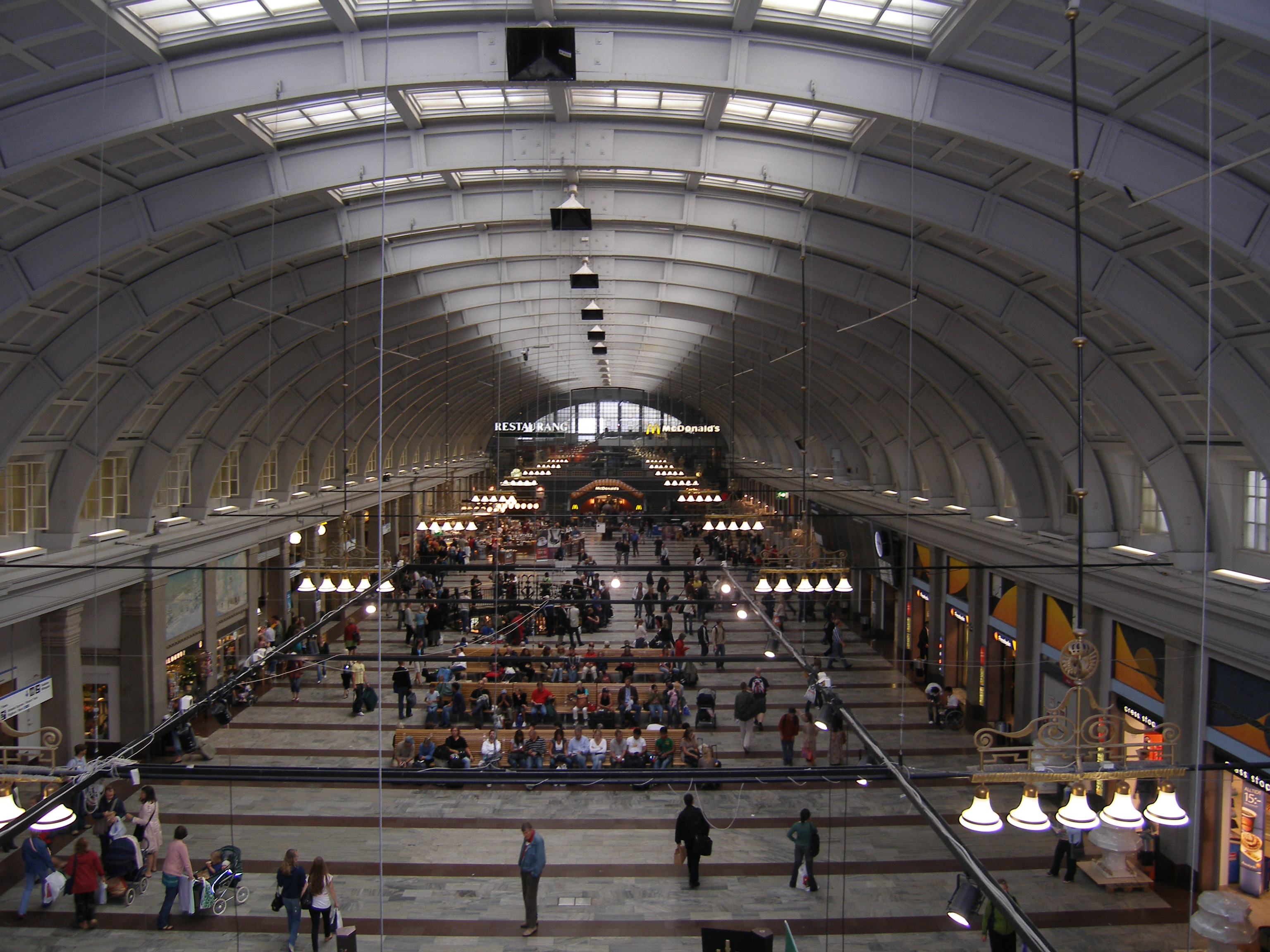
Hal van het station.

## Stockholm City
Op 10 juli 2017 is het station Stockholm City aan de Citylijn-spoortunnel geopend voor de pendeltåg (stadsgewestelijke trein). Hierdoor stoppen de stadsgewestelijke treinen niet meer op de sporen 14-16, is station Karlberg vervallen en is er ruimte vrij voor de overige treinen. Dit station ligt diep onder grond, ongeveer 40-45 meter. De reden hiervoor is dat het treinstation onder het metrostation T-Centralen ligt, dat al vrij diep onder de grond ligt.